# Piano Delta
Il piano Delta (in Olandese Deltawerken) è un progetto ideato e avviato in seguito all'inondazione causata dal Mare del Nord nel 1953 nei Paesi Bassi, per evitare il ripetersi di simili catastrofi. L'inondazione aveva infatti causato la morte di 1835 persone e costretto all'evacuazione altre 70.000; annegarono 10.000 capi di bestiame e 4.500 edifici furono distrutti. Appunto per questo furono costruite tali dighe.
Il progetto aveva l'ambizione di incrementare la sicurezza delle zone topograficamente più depresse del delta del Reno, della Mosa e della Schelda, difendendole dalle tempeste più violente e dalle inondazioni. Dato che più di un terzo del paese si trova sotto il livello del mare, l'obiettivo risultava complesso. Le dune costiere furono rialzate di oltre 5 metri e le isole della Zelanda furono collegate da dighe e altri capolavori di alta ingegneria. Tra questi il più complesso è l'Oosterscheldekering (diga della Schelda orientale), opera di sbarramento lunga 9 chilometri che può essere chiusa per proteggere la baia, ma che resta solitamente aperta per mantenerne la salinità nonché preservare la fauna selvatica e l'industria della pesca. Questi capolavori ingegneristici, della lunghezza complessiva di 25 chilometri, hanno però ridotto la costa dei Paesi Bassi di circa 700 chilometri.
L'Oosterscheldekering è considerata da alcuni l'ottava meraviglia del mondo e inoltre l'American Society of Civil Engineers l'ha indicata tra le sette meraviglie del mondo moderno.
Tuttavia vi è un acceso dibattito attorno al piano Delta: la terra si abbassa ed è soggetta al riscaldamento globale e al cambiamento climatico mentre il livello degli oceani cresce. Le dighe dovranno sicuramente essere rinforzate e rialzate, intensificando il processo di subsidenza del terreno.  C'è chi ritiene che trasferire le città e restituire le terre al mare sarebbe, nel lungo periodo, una soluzione più sostenibile rispetto a una battaglia contro le acque.

## Le opere
Le opere legate al piano Delta sono state realizzate in un periodo di circa 40 anni. Con il completamento del Maeslantkering nel 1997 si possono ormai considerare terminate.
L'avviamento del piano è andato di pari passo con l'introduzione di nuove tecniche ingegneristiche, in particolare per l'Oosterscheldekering e la Maeslantkering.
| Progetto                          | Inizio dei lavori | Inaugurazione | Funzione                         | Corsi d'acqua                                                       | Ubicazione                                         |
| Stormvloedkering Hollandse IJssel | 1958              | 1958          | Diga di sbarramento antitempesta | Hollandse IJssel (fiume)                                            | Olanda Meridionale, vicino a Rotterdam             |
| Zandkreekdam                      | 1959              | 1960          | Diga                             | Zandkreek, Veerse Gat (ramo della Schelda Orientale)                | Tra le isole Noord-Beveland e Zuid-Beveland, a est |
| Veerse Gatdam                     | 1960              | 1961          | Diga                             | Veerse Gat (ramo della Schelda Orientale)                           | Tra le isole Noordbeveland e Zuidbeveland, a ovest |
| Grevelingendam                    | 1958              | 1965          | Diga                             | Grevelingenmeer (ramo della Schelda Orientale)                      | Tra la penisola di Tholen e Schouwen-Duiveland     |
| Volkerakdam                       | 1957              | 1969          | Diga                             | Volkerak, Hollandsch Diep (fiume) (ramo della Mosa e della Schelda) | Tra Olanda Meridionale e Zelanda                   |
| Haringvlietdam                    | 1958              | 1971          | Diga                             | Haringvliet (braccio del Reno e della Mosa)                         | Tra Voorne-Putten e Goeree-Overflakkee             |
| Brouwersdam                       | 1964              | 1971          | Diga di sbarramento antitempesta | Baia di Brouwershaven (ramo della Schelda Occidentale)              | Tra Schouwen-Duiveland e Noordbeveland             |
| Markiezaatskade                   | 1980              | 1983          | Diga                             | Markiezaatsmeer, Canale Schelda-Reno                                | Tra la penisola di Zuid-Beveland e Molenplaat      |
| Oosterscheldekering               | 1960              | 1986          | Diga di sbarramento antitempesta | Schelda Orientale                                                   | Tra Schouwen-Duiveland e l'isola del Noordbeveland |
| Oesterdam                         | 1979              | 1997          | Diga                             | Schelda Orientale, Canale della Schelda del Reno                    | Tra Tholen e Zuidbeveland                          |
| Philipsdam                        | 1976              | 1997          | Diga                             | Schelda Orientale                                                   | Tra Grevelingendam e Sint-Philipsland              |
| Bathse spuisluis                  | 1980              | 1987          | Chiusa                           | Volkerak, Markiezaatsmeer, Schelda Orientale                        | Bath (Zelanda)                                     |
| Maeslantkering                    | 1988              | 1997          | Diga di sbarramento antitempesta | Nieuwe Waterweg (braccio del Reno)                                  | A valle di Rotterdam, Olanda meridionale           |
| Hartelkering                      | 1991              | 1997          | Diga mobile                      | Canale Hartel                                                       | Vicino a Spijkenisse, Olanda meridionale           |

## Galleria d'immagini

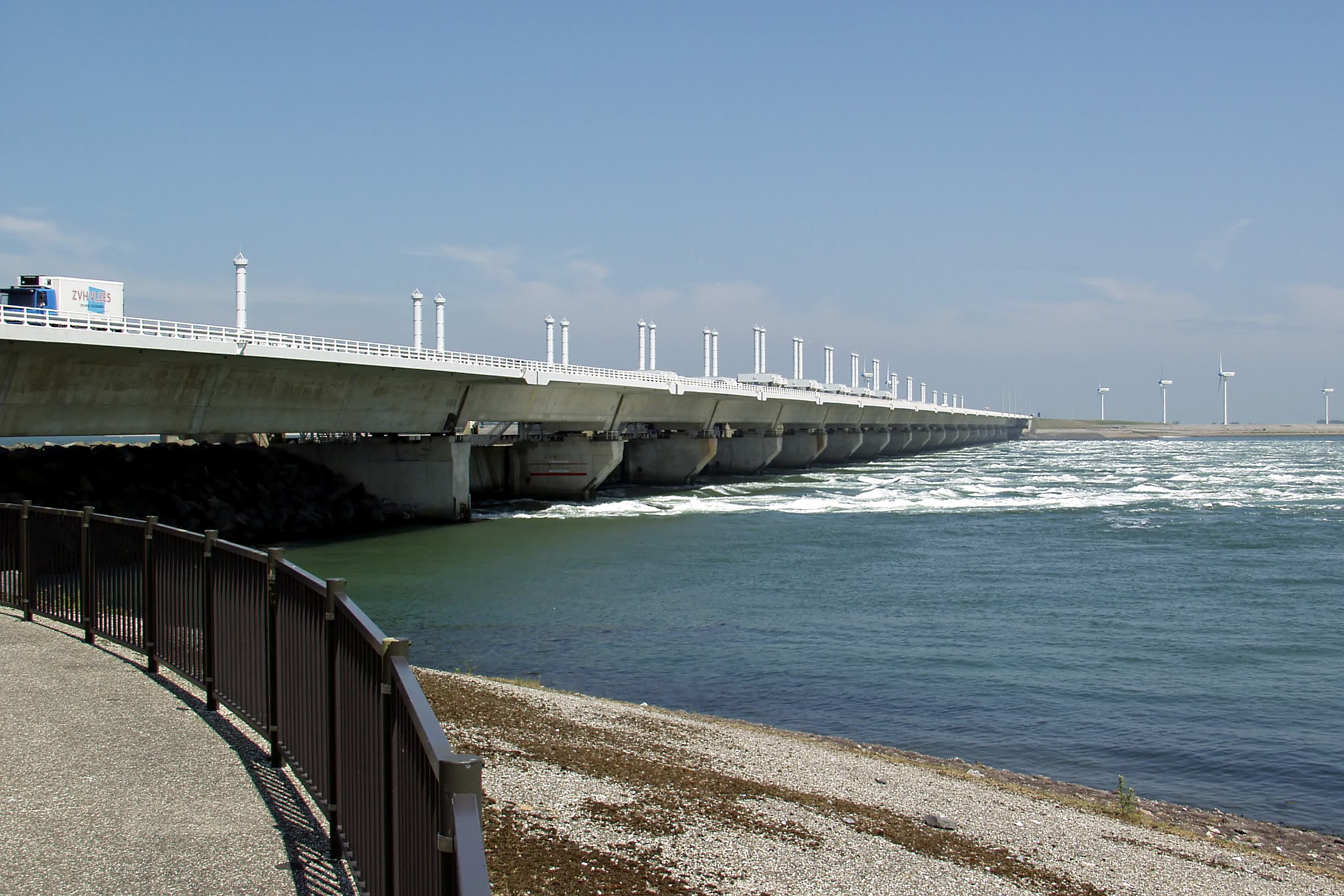
Oosterscheldekering
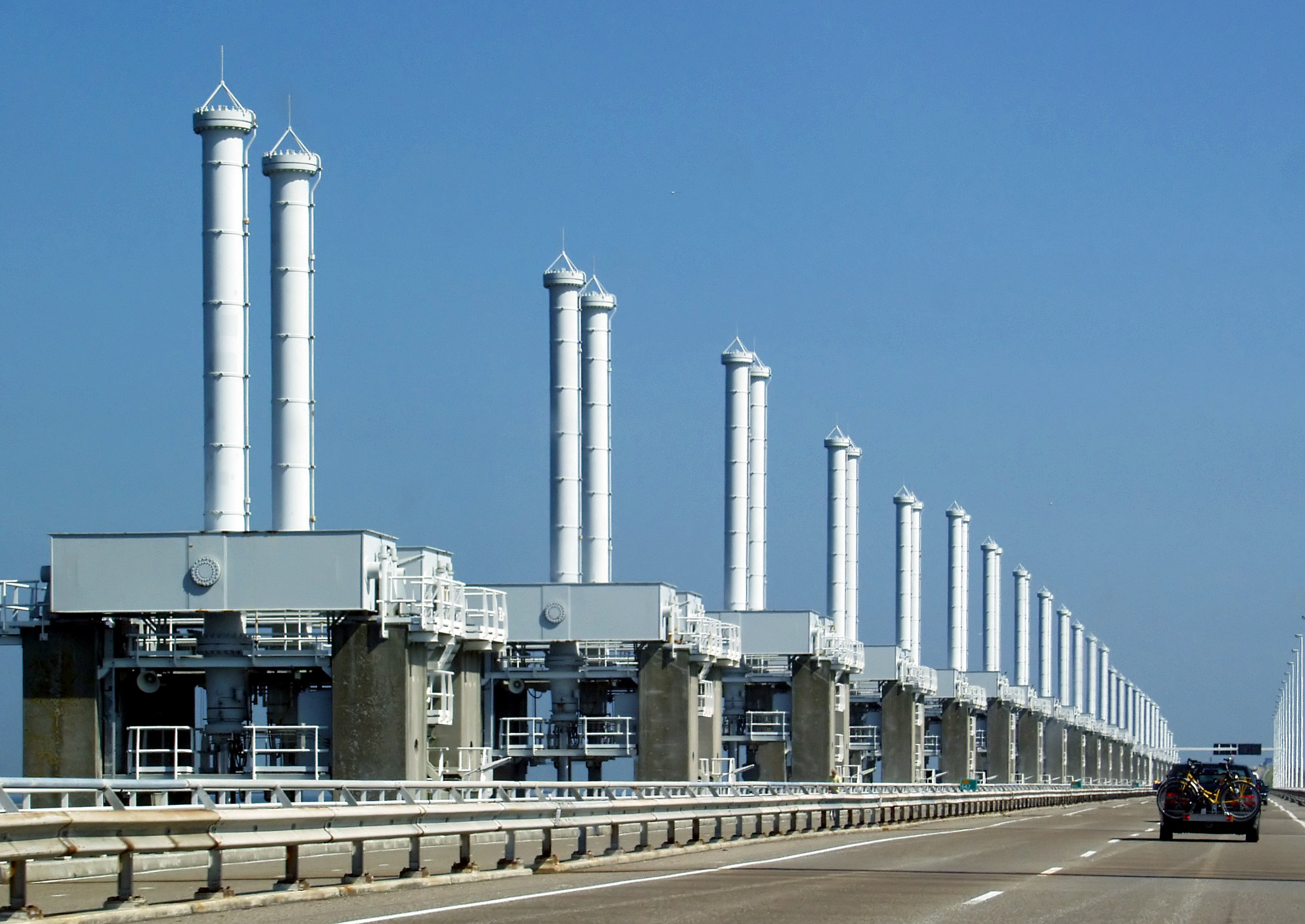
Oosterscheldekering